# Comore-szigeteki olajgalamb
A Comore-szigeteki olajgalamb (Columba pollenii) a madarak osztályának galambalakúak (Columbiformes) rendjéhez és a galambfélék (Columbidae) családjához tartozó faj.
A magyar név forrással nincs megerősítve, lehet, hogy az angol név tükörfordítása (Comoro Olive-pigeon).

## Előfordulása
A Comore-szigetek és Mayotte területén honos. A természetes élőhelye a szubtrópusi és trópusi nedves hegyvidéki erdők.